# Свети Атанасий (Галичани)
Вижте пояснителната страница за други значения на Свети Атанасий.
„Свети Атанасий“ (на македонска литературна норма: „Свети Атанасиј“) е късносредновековна православна църква в прилепското село Галичани, Северна Македония. Църквата е под управлението на Преспанско-Пелагонийската епархия на Македонската православна църква.

## Архитектура
Църквата се намира в непосредствена близост до железопътната линия Прилеп – Битоля, близо до селото, на пътя за Кадино село. Църквата е скромна по големина, форма и материали. Представлява издължена еднокорабна сграда, с тристранна апсида отвън, а вътре има вид на неправилен полукръг. Стените са от дялан камък и варов хоросан. Заедно с църквата е иззидан и малък притвор на западната страна.

## История
Според сведенията на по-старите жители на селото, църквата е поправена в 1941 година, тъй като е била заплашвана от пороите. В 1999 година са взети превантивни мерки за защита на живописта с цел да се избегнат възможни повреди при консерваторско-реставраторски работи върху архитектурата.
Според една местна легенда църквата е била на девет години, когато се поставили основите на манастира Трескавец. Друга легенда говори, че е издигната по време на хан Крум. Над входната врата на црквата с арабски цифри е врязана годината 801, което най-вероятно е дело на някой посетител или жител на Галичани.

## Живопис
От живописта, покривала някога всички вътрешни стенни повърхности, е запазено съвсем малко в олтара. На източната част от южния зид, под покривката от вар, има неповредени партии от фрески. Основно са запазени на стенните повърхности на централната ниша, на нишата на жертвеника, вдясно от апсидата и над нея. В долната зона на апсидата има пет архиереи – трима северно от прозореца и двама южно. Всички са извити три четвърти към центъра, къдено е бил Христос като Агнец в сцената „Поклоняване на Агнеца“. Този детайл е цялостно унищожен. Първият архиерей от север на юг е Свети Никола, вторият е Свети Григорий, а третият Свети Василий. От двамата на южната страна единият е Йоан Златоуст, а другият е неизвестен. Архиереите са облечени в полиставриони, върху които са поставени омофори. Цветовете на омофорите варират. Архиереите пред себе си държат развит свитък.
В полукалотата на апсидата е представена Богородица ширшая небес – изрисувана е до половина в поза Оранта – напълно фронтално с разтворени ръце. От синята ѝ дреха се виждат само ръкавите, които са украсени в долния край с по две бисерни ленти. Главата и дрехата е покрита темноцрвена риза (мафорий) с фойникии. Дясното ѝ рамо е украсено със златиста седемлъчева звезда. На гръдите има трицветен медальон с Христос Емануил, фронтално, в жест на благословия. Облечен е в бял хитон и червен химатион.
Над апсидата, до самия ръб е изобразен Христовият убрус. На източната стена, южно от апсидата, е светият дякон Роман. В целия горен дял, над убруса, е сцената Възсенесие Христово. Централната част, където е Христос, е покрита с масивна греда. В частта, където някога е имало свод, композицията завършва полукръгло. Апостолите са на две групи, като към лявата е и Богородица Оранта. В долната част има пейзажни елементи, представени по чисто средновековен начин. Вляво от апсидата, в нишата на протезиса, е сцената Imago Pietatis.
Според своята архитектура и живопис „Свети Атанасий“ се датира в първата половина на XVII век. И архитектурата, и живописта са дело на местни майстори. Езиковите особености на сигнатурите говорят за това. Така например името на свети Григорий е написано като Свети Глигур. В ктиторския надпис в църква „Свети Атанасий“ в съседното село Рилево се казва, че е изградена в 1627 година от майстор Иван от Кичево и изографисана от майстор Йон от Линотопи. Живописта в галичанската църква се отличава с изразено епигонство – зографът при всички възможности се придържа към образците от XIV век.
В 1961 година са регистрирани две по-ценни иконити. На едната е Свети Йоан Кръстител и най-вероятно тя е дело на дебърски майстор. На долния ръб има надпис: „Помяни Господи раба твоего Моисо с свем чадом + 1837“. На другата, добра икона от XIX век, е Свети Димитрий на червен кон.

## Римски находки
В църквата има мраморни находки от римско време, събрани от селяните на археологическия обект Галичанска Рудина. В северозападния ъгъл на църквата, вкопан в пода, има малък мраморен блок с релефно изображение на гола фигура. В притвора има повреден йонийски капител. В олтара Светият престол е на мраморен блок, украсен с релеф с листа от предната страна. Блокът е вкопан в земята. Над него, непосредствено под плочата на трапезата има една обратно поставена мраморна стопа. В дяконикона има част от малък мраморен стълб. В 1961 година в селото е открита и малка мраморна вотивна плоча с изображение на Тракийски конник, която е пренесена в Прилепския музей.